# Chiesa di San Riccardo Pampuri (Peschiera Borromeo)
La chiesa di San Riccardo Pampuri è la chiesa parrocchiale di Zeloforamagno, frazione di Peschiera Borromeo; fa parte della zona pastorale VI di Melegnano dell'arcidiocesi di Milano.

## Storia
La chiesa fu costruita nel 1990 su progetto di Guido Canella, sussidiando l'antica chiesa di San Martino posta nel vecchio centro di Zeloforamagno.

## Caratteristiche

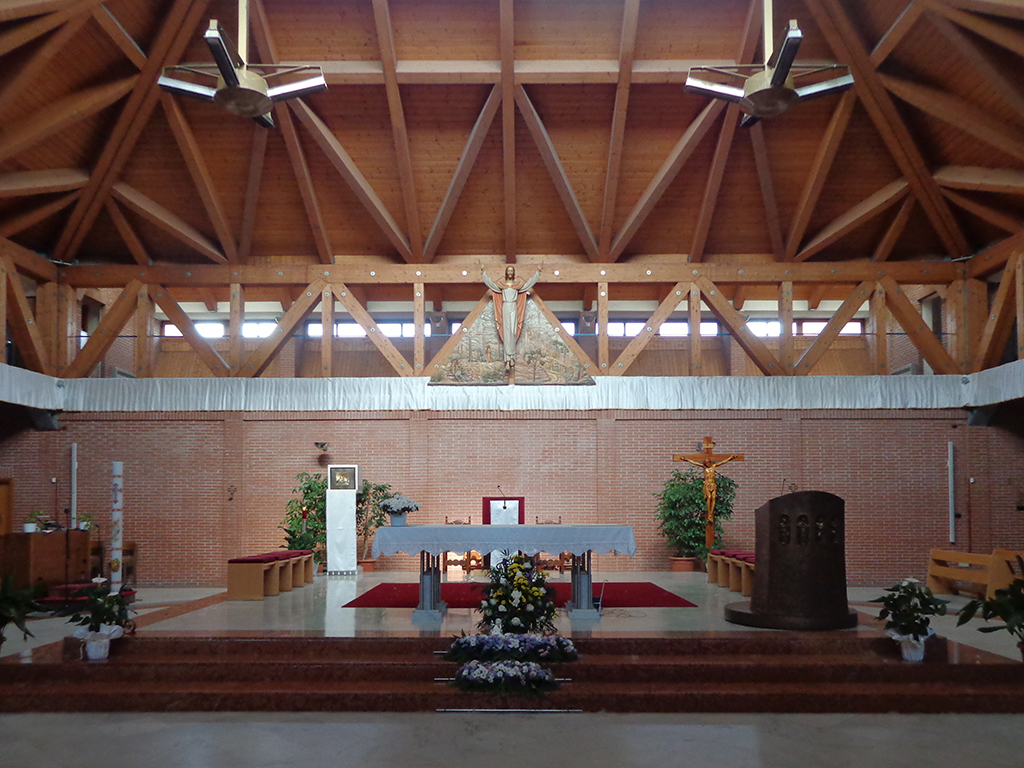
L'interno

La chiesa, sita alcune centinaia di metri ad est del nucleo storico di Zeloforamagno, è posta al centro di un quartiere residenziale, in asse con il centro civico e il supermercato.
Le forme generali dell'edificio richiamano quelle di un castello: la chiesa ha infatti una pianta quadrata con quattro torri angolari che inquadrano la sala ecclesiale e ospitano diverse funzioni (fonte battesimale, sacrestia, campanile). La pianta quadrata fu scelta per attenuare la differenza fra il fronte principale e gli altri fronti, così da aprirsi da ogni lato verso il quartiere.
La facciata principale si caratterizza per la presenza di un grande timpano proteso in avanti sopra l'ingresso; esso poggia su un architrave praticabile, che si prolunga verso l'interno formando un matroneo attraverso il quale penetra la luce.

### Fonti
- Cecilia De Carli (a cura di), Le nuove chiese della Diocesi di Milano, 1945-1993, Milano, Vita e Pensiero, 1994, ISBN 88-343-3666-6.

### Ulteriori approfondimenti
- Enrico Bordogna (a cura di), Guido Canella. Architetture 1957-1987, Milano, Electa, 1987,  p. 10, ISBN 88-435-2309-0.
- Paolo Zermani, Castelli apocrifi: tre opere di Guido Canella, in Controspazio, n. 6, 1987,  pp. 4-12, ISSN 0010-809X (WC · ACNP).
- Guido Canella, Come un antico castello, in Chiesa Oggi, n. 2, 1992,  pp. 4-12, ISSN 1125-1360 (WC · ACNP).